# Racquetball ai XVII Giochi panamericani
Il racquetball ai XVII Giochi panamericani si è svolto al  Direct Energy Centre di Toronto, in Canada, dal 19 al 26 luglio 2015. In programma un torneo di singolare, uno di doppio e uno a squadre per uomini e donne, per un totale di sei podi.

## Calendario
Tutti gli orari secondo il Central Standard Time (UTC-6).
| Data          | Inizio | Evento                    | Fase                        |
| ------------- | ------ | ------------------------- | --------------------------- |
| Dom 19 luglio | 9:05   | Singolare U/D; Doppio U/D | Qualifiche                  |
| Lun 20 luglio | 9:05   | Singolare U/D; Doppio U/D | Qualifiche                  |
| Gio 21 luglio | 9:05   | Singolare U/D; Doppio U/D | Qualifiche                  |
| Mer 22 luglio | 9:05   | Singolare U/D; Doppio U/D | Ottavi di finale            |
| Gio 23 luglio | 9:05   | Singolare U/D; Doppio U/D | Quarti di finale/Semifinali |
| Ven 24 luglio | 9:05   | Singolare U/D; Doppio U/D | Finali                      |
| Ven 24 luglio | 17:05  | Squadre U/D               | Ottavi di finale            |
| Lun 25 luglio | 9:05   | Squadre U/D               | Quarti di finale/Semifinali |
| Dom 26 luglio | 9:05   | Squadre U/D               | Finali                      |

## Risultati

### Uomini
| Evento               | Oro                                                    | Argento                                                          | Bronzo |
| Singolare (dettagli) | Rocky Carson                                           | Álvaro Beltrán                                                   | Daniel De La Rosa Conrrado Moscoso                                                                                 |
| Doppio (dettagli)    | Stati Uniti Jansen Allen Jose Rojas                    | Bolivia Conrrado Moscoso Roland Keller                           | Canada Vincent Gagnon Tim Landeryou Messico Álvaro Beltrán Javier Moreno                                           |
| A squadre (dettagli) | Messico Álvaro Beltrán Daniel de la Rosa Javier Moreno | Stati Uniti Jansen Allen Jake Bredenbeck Rocky Carson José Rojas | Bolivia Carlos Keller Roland Keller Conrrado Moscoso Canada Vincent Gagnon Michael Green Coby Iwaasa Tim Landeryou |

### Donne
| Evento               | Oro                                   | Argento                                      | Bronzo                                                                     |
| Singolare (dettagli) | Paola Longoria                        | María Vargas                                 | María Sotomayor Rhonda Rajsich                                             |
| Doppio (dettagli)    | Messico Paola Longoria Samantha Salas | Argentina María Vargas Veronique Guillemette | Ecuador María Sotomayor María Muñoz Stati Uniti Rhonda Rajsich Kim Russell |
| A squadre (dettagli) | Messico Paola Longoria Samantha Salas | Stati Uniti Michelle Key Rhonda Rajsich      | Canada Frederique Lambert Jen Saunders Ecuador María Sotomayor María Muñoz |

## Medagliere
| Posiz. | Nazione     | Oro | Argento | Bronzo | Totale |
| ------ | ----------- | --- | ------- | ------ | ------ |
| 1      | Messico     | 4   | 1       | 2      | 7      |
| 2      | Stati Uniti | 2   | 2       | 2      | 6      |
| 3      | Argentina   | 0   | 2       | 0      | 2      |
| 4      | Bolivia     | 0   | 1       | 2      | 3      |
| 5      | Canada      | 0   | 0       | 3      | 3      |
| 5      | Ecuador     | 0   | 0       | 3      | 3      |
| Totale | Totale      | 6   | 6       | 6      | 18     |